# Riso glutinoso

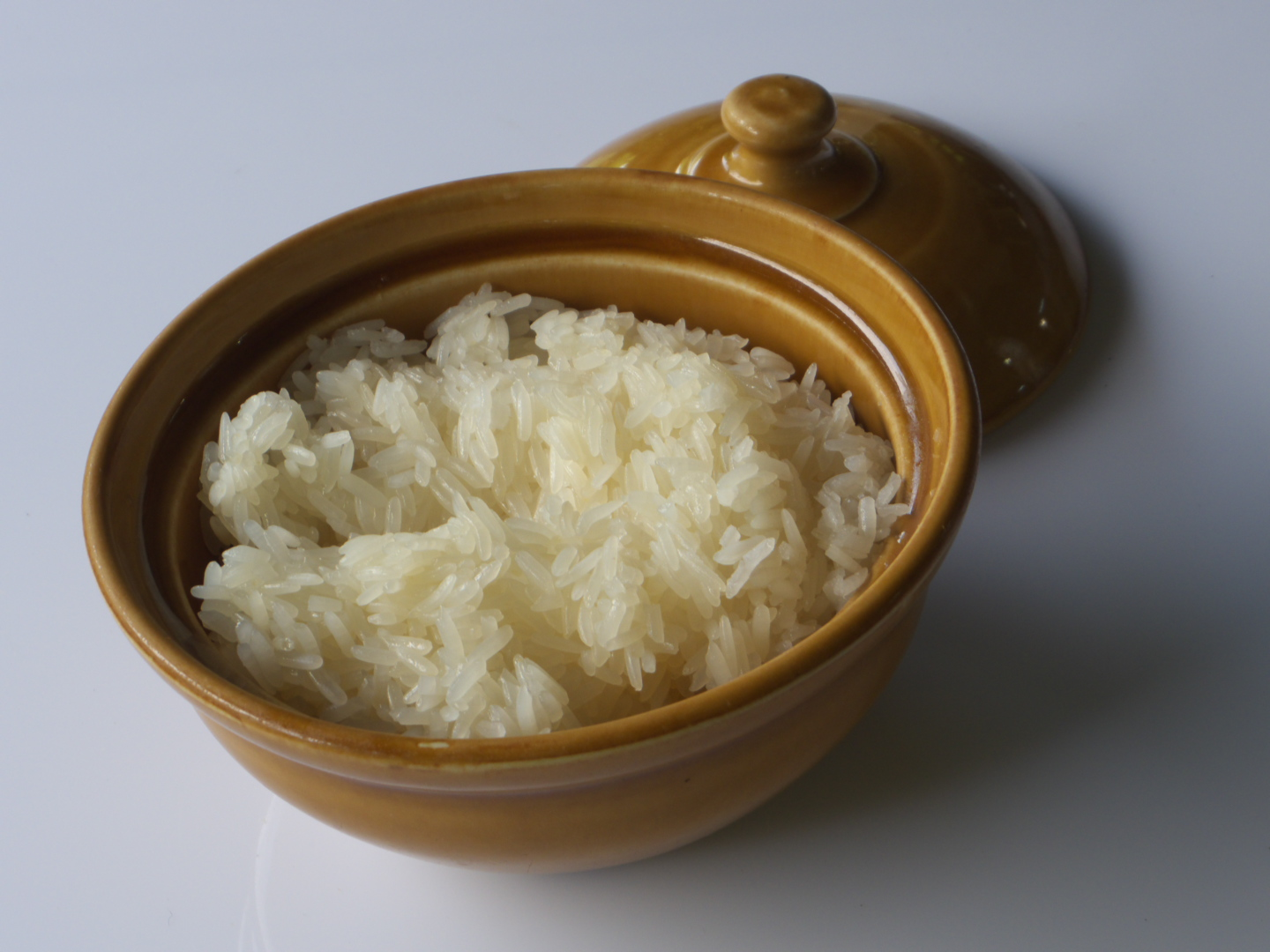
Riso glutinoso thailandese

Il riso glutinoso (Oryza sativa var. glutinosa o Oryza glutinosa; anche chiamato riso botan, biroin chal, riso mochi, e perla di riso) è un tipo di riso, coltivato per lo più nel Sud-est asiatico, a chicco fino bianco opaco allungato, particolarmente appiccicoso quando cotto. 
Dal punto di vista botanico è una varietà (var. glutinosa) della pianta di riso (Oryza sativa). 
Questo cereale è definito così dal latino glūtinōsus poiché dopo la cottura diventa appiccicoso per l'elevato contenuto di amido, o meglio di amilopectina, ma come tutti i tipi di riso non contiene glutine e può essere consumato da persone affette da celiachia. D'altra parte, si chiama appiccicoso, ma non deve essere confuso con le altre varietà di riso asiatico (Oryza sativa subsp. japonica) che diventano appiccicose in un modo o un altro, quando cotte.

## Composizione

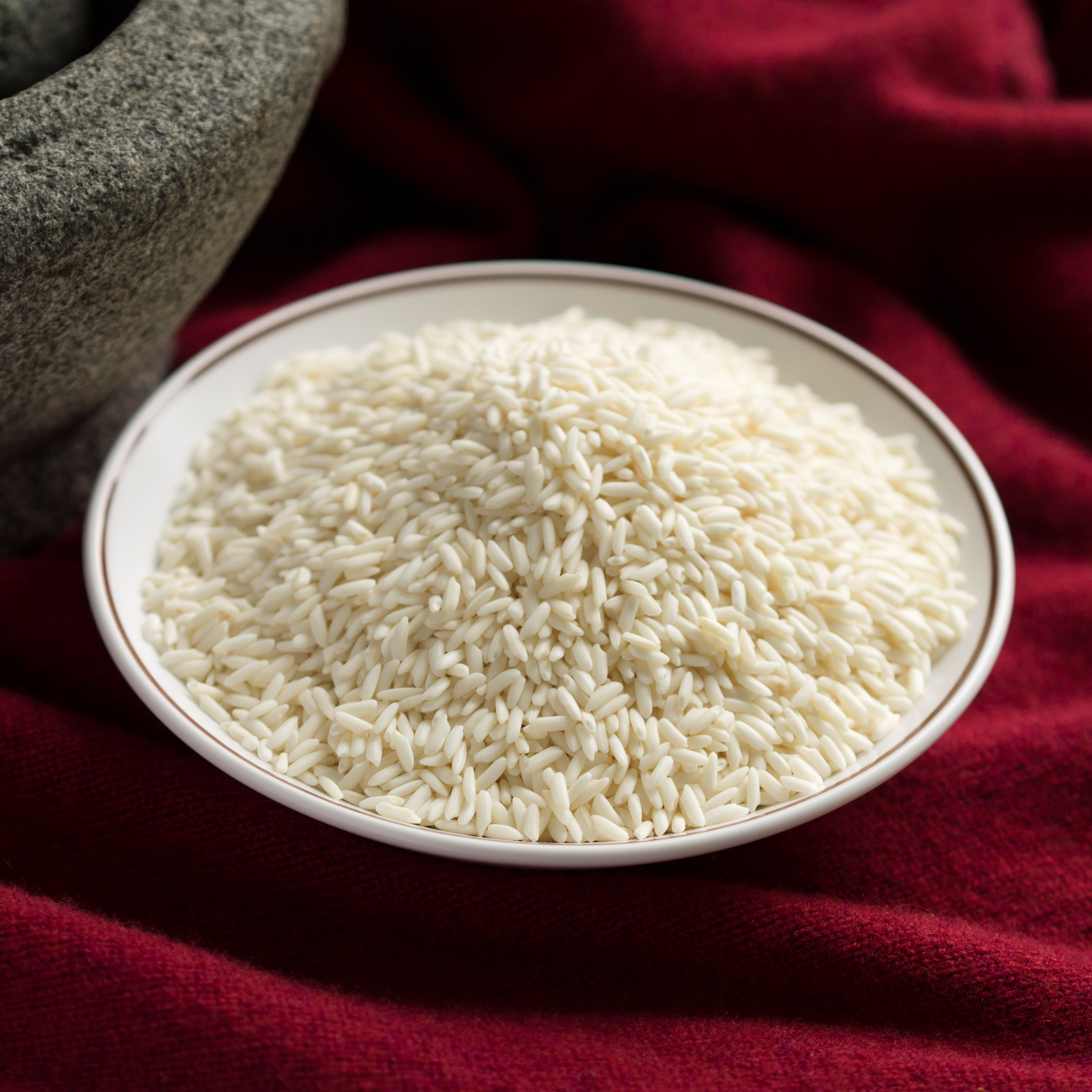
Riso glutinoso crudo

Il riso glutinoso si distingue dagli altri tipi di riso per la mancanza (o la presenza in quantità trascurabili) di amilosio e quantità elevate di amilopectina (i due componenti dell'amido). L'amilopectina è responsabile della qualità appiccicosa del riso glutinoso. 
La selezione varietale di questo riso è stata fatta risalire a una singola mutazione selezionata dagli agricoltori.
Il riso glutinoso può essere utilizzato sia lavorato sia non lavorato, cioè con o senza crusca.
Il riso glutinoso lavorato è bianco e completamente opaco (a differenza delle varietà di riso non glutinoso, che sono un po' traslucide da crude), mentre la crusca può dare al riso glutinoso grezzo un colore viola o nero.

## Coltivazione
Il riso glutinoso è un tipo di riso coltivato soprattutto in Asia meridionale: Giappone, Corea, Cina, Filippine, Thailandia, Laos, Indonesia e Vietnam.
Si stima che l'85% della produzione di riso del Laos sia di questo tipo.
Si hanno testimonianze dell'uso di questo tipo riso in queste regioni da almeno 1.100 anni. Le varietà non glutinose selezionate e migliorate, che vennero introdotte in Asia durante la rivoluzione verde, furono rifiutate in favore delle varietà tradizionali appiccicose. Nel corso del tempo, ceppi di riso glutinoso ad alto rendimento si sono resi disponibili dal Laotian National Rice Research Programme. Dal 1999, più del 70% delle aree lungo il fiume Mekong vengono coltivate con questi nuovi ceppi. Secondo la leggenda in Cina, il riso glutinoso viene coltivato da almeno 2.000 anni.

## Utilizzo
Il riso appiccicoso è utilizzato in molte ricette in tutto il sud-est asiatico e l'Asia orientale.

### Birmania
Il riso glutinoso, chiamato kao hnyin (ကောက်ညှင်း) è molto popolare in Birmania. Di seguito alcuni piatti:
- Kao hnyin baung (ကောက်ညှင်းပေါင်း) è un piatto da colazione con piselli bolliti (pèbyouk) o con una varietà di frittelle, come urad dal (baya gyaw), servito su una foglia di banano. Può essere cucinato avvolto in una foglia di banano, spesso con piselli, e servito con una spolverata di semi di sesamo tostati salati e cocco grattugiato.
- Può essere cotto in forma di cialde con sesamo chiamate hkaw bouk, un'altra versione preferita nel nord tra Shan e Kachin, e servite grigliate o fritteHtamanè, riso glutinoso con cocco fritto, noccioline tostate sesamo e zenzero (ricetta del Myanmar)

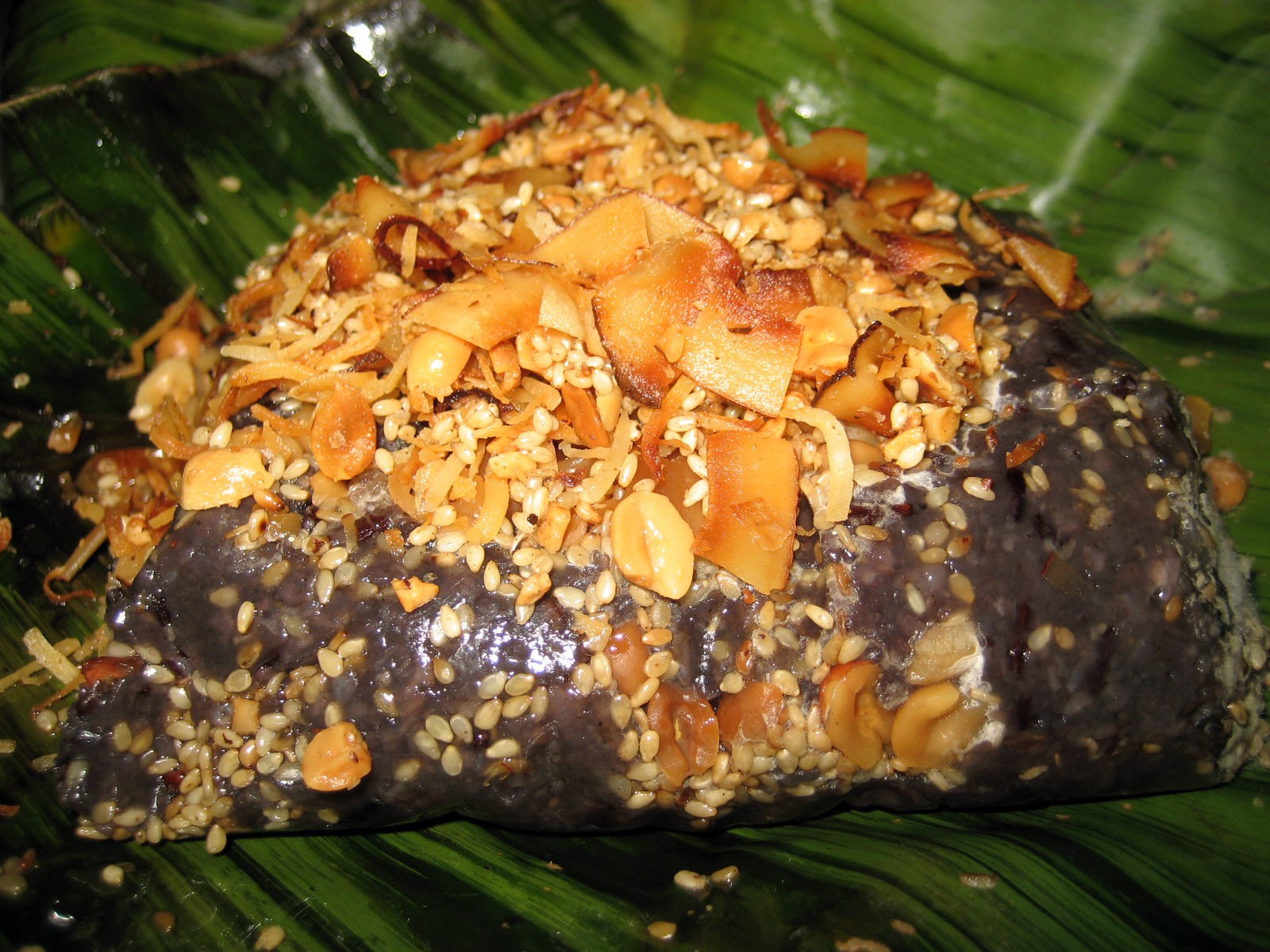
Htamanè, riso glutinoso con cocco fritto, noccioline tostate sesamo e zenzero (ricetta del Myanmar)

- Il festival Htamanè pwè (ထမနဲပွဲ) si svolge durante la luna piena di Dabodwè (တပို့တွဲ) (febbraio), quando l'htamanè (ထမနဲ) viene cucinato in un enorme wok. Due uomini, ciascuno con un cucchiaio di legno delle dimensioni di un remo, e un terzo uomo coordinano l'azione di piegare e mescolare il contenuto, che include kao hnyin, ngacheik, scaglie di cocco, arachidi, sesamo e zenzero in olio di arachidi.
- Si htamin (ဆီထမင်း) è riso glutinoso cotto con curcuma e cipolle in olio di arachidi e servito con sesamo tostato e cipolle fritte; è una colazione popolare.
- Paung din (ပေါငျး တငျ) o "Kao hyin kyi tauk" (ကောင်း ညှင်း ကျည် တောက်) è un'altra forma portatile pronta da mangiare cucinata in un segmento di bambù. Quando il bambù viene staccato, una buccia sottile rimane intorno al riso e inoltre emana un aroma caratteristico.

Gli orientali lo usano anche molto per preparare dessert e dolcetti, oltre al lemang.
Normalmente viene messo a bagno per qualche ora prima di essere cucinato. La cottura può avvenire da 20 minuti a oltre 12 ore: la più breve in pentola con due parti d'acqua e la più lunga raccolto in foglie di palma e immerso in acqua appena in ebollizione. 

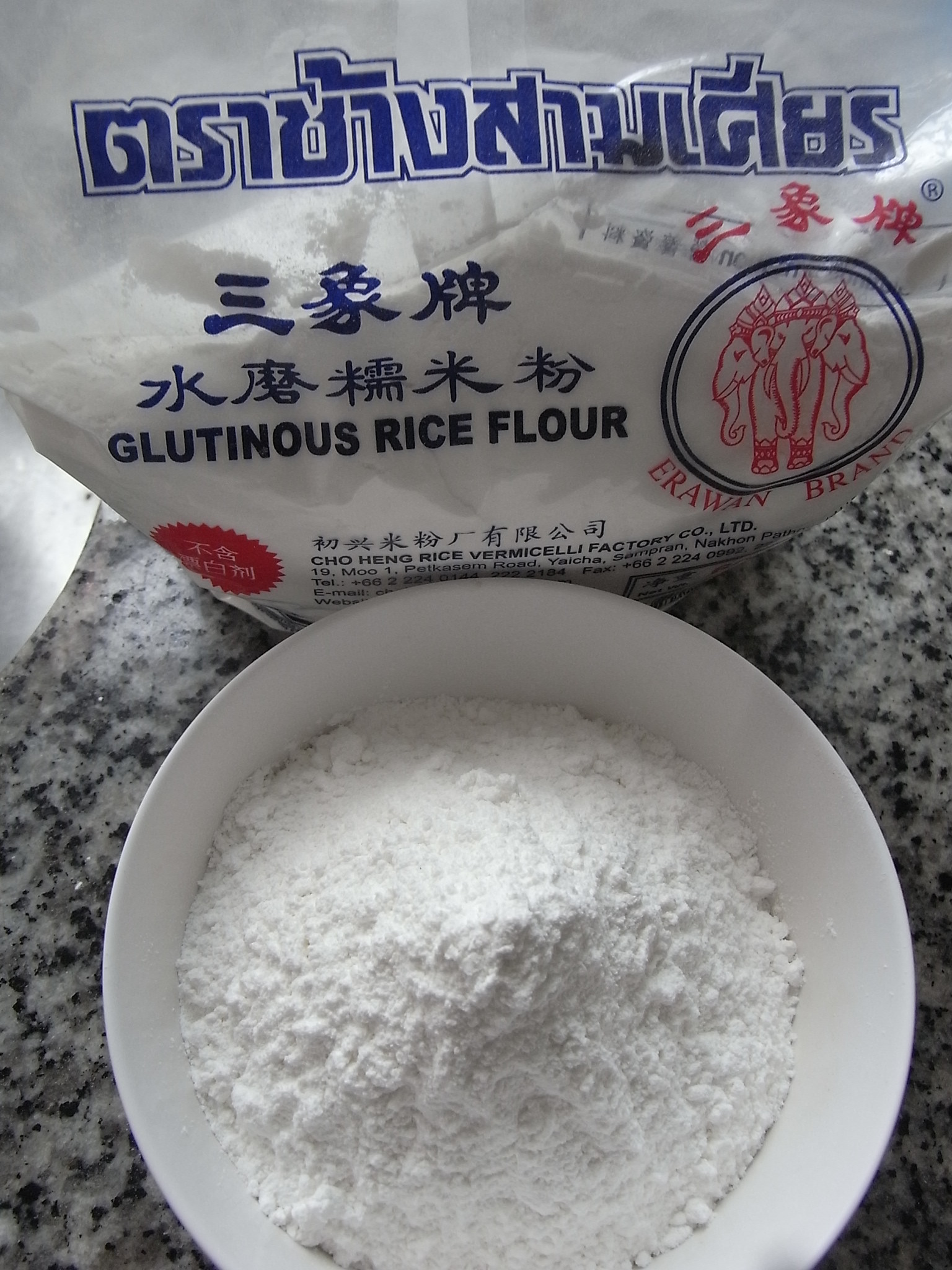
Farina di riso glutinoso

La farina bianca, ottenuta per macinazione, si usa per la preparazione di dolci, creme o assieme ad altre farine per la preparazione di base per paste. I chicchi, che possono essere di colore nero o viola scuro se integrali, non trovano applicazione nella tradizionale cucina europea, ma in cucine etniche. Vengono utilizzati in diversi modi, per esempio come contorno per accompagnare delicati piatti salati o per la preparazione di panetti dolci.

### Cina
Con la farina di riso appiccicoso si prepara uno spuntino tradizionale della Manciuria, il ludagun (cinese semplificato: 驴打滚; cinese tradizionale: 驢打滾; pinyin: lǘ dǎ gǔn). Gli ingredienti principali sono la farina di riso appiccicosa (ottenuta dal riso glutinoso), la pasta di fagioli rossi e la farina di soia. La ricetta varia a seconda delle regioni. La farina di riso appiccicosa viene prima mescolata con acqua calda fino a ottenere un impasto, quindi dopo essere stata cotta a vapore, viene modellata in una lunga striscia che viene ricoperta di pasta di fagioli rossi e poi di farina di soia

### Thailandia
Il riso glutinoso viene chiamato khao niao (ข้าวเหนียว, letteralmente: riso appiccicaticcio) in Thailandia Centrale e del Nordest, mentre in Thailandia del Nord prende il nome khao nueng (ข้าวนึ่ง, riso al vapore). Viene consumato nel nord e nel nordest durante i pasti, mentre si preferisce pasteggiare con normale riso bianco al vapore (khao chao) in Thailandia Centrale, del Sud e in alcune zone del Nordest vicine alla Cambogia. Il riso glutinoso viene servito in tavola nei tradizionali cestini di vimini kratip khao (กระติบข้าว).